# Hof Capelle

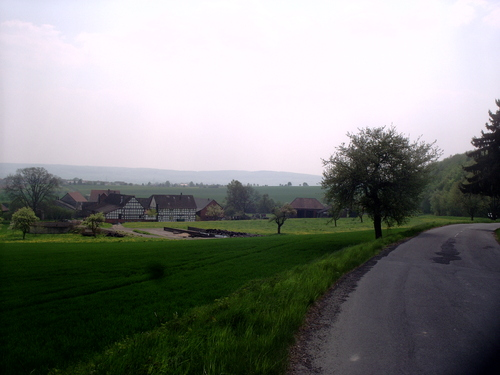
Hof Capelle von Norden

Der Hof Capelle ist eine kleine Siedlung in der Gemarkung des Ortsteils Beltershausen-Frauenberg der Gemeinde Ebsdorfergrund im Landkreis Marburg-Biedenkopf. Die Siedlung geht auf eine Gründung des Deutschen Ordens zurück.

## Geschichte
Eine bis 1872 existierende Kapelle sollte an den dort im Jahre 1233 geschehenen Mord an Konrad von Marburg erinnern. Vermutlich wurde um 1248 zuerst als Erinnerung an den Mord die Kapelle gebaut (urkundliche Erwähnung: „provisor kapelle, qua recubat magister Cunradus predicator“ im Jahr 1250). Heute ist nur noch ein Gedenkstein vorhanden, der „Konrad-von-Marburg-Stein“, dessen Lage jedoch nicht unbedingt den genauen Tatort markiert.
Spätestens seit 1358 existiert auch ein Hofgut des Deutschen Ordens. Im Jahre 1525, während der Einführung der Reformation in Hessen, wurde das Gut in zwei Teile aufgeteilt und dürfte damit zumindest teilweise in Privatbesitz übergegangen sein.
Daraus ging die heutige Ansiedlung von landwirtschaftlichen und Wohngebäuden in Privatbesitz hervor. Die Siedlung liegt auf 270 m ü. NN und hatte 2007 ca. 20 Einwohner.